# Brigitte Heitzer
Brigitte Heitzer (Heerlen, 23 augustus 1979) is een Nederlandse musicalactrice.

## Biografie
Heitzer groeide op in het Limburgse dorp Noorbeek. Ze werd opgeleid aan het Koninklijk Conservatorium (Brussel) en later aan het Fontys Conservatorium (Tilburg), waar ze Muziektheater volgde en les kreeg van onder meer Edward Hoepelman.
Heitzer was in zowel Belle en het Beest (Belle) als in Tarzan Jane te zien als de understudy van Chantal Janzen.
Op 21 oktober 2007 won ze het televisieprogramma Op zoek naar Evita, waardoor ze de hoofdrol mocht vervullen in de musical Evita die op 16 december 2007 officieel in première ging in het Nieuwe Luxor Theater in Rotterdam. Op 22 november 2009 ging de musical All shook up, love me tender in première, waar ze de hoofdrol Natalie speelde.
Op 21 september 2010 werd officieel bekendgemaakt dat Brigitte de alternate van Chantal Janzen werd in de speciaal voor Janzen geschreven musical Petticoat.
Zij was een van de deelnemers aan het eerste seizoen van de remake van het televisieprogramma Fort Boyard in 2011.
Vanaf september 2011 speelde Heitzer Ellen in de revival van de musical Miss Saigon, waar zij als eerste Ellen ter wereld het voor Miss Saigon nieuw geschreven nummer 'Toch nog' ten gehore mocht brengen. Brigitte stopte met haar rol in Miss Saigon op 26 februari 2012.
In 2016 was ze te zien als Helena, de uitbaatster van een herberg in het tweede seizoen van de televisieserie Nachtwacht.
In 2018 kroop ze opnieuw in de huid van Eva Peron in een nieuwe bewerking van de musical Evita. Ze won hiermee in 2019 de Conny Stuart Musical Award, de prijs voor Beste Vrouwelijke Hoofdrol in een Grote Musical. In januari 2024 was ze te zien als gastrecensent in het RTL 4-programma Stars on Stage. In datzelfde jaar was ze te zien als panellid in het RTL 4-programm Secret Duets.
In juni 2024 trad Heitzer op als soliste in The Best of Musicals, in de Ziggo Dome.

### Privéleven
Heitzer heeft met haar vriend twee kinderen, een dochter en een zoon.

## Theater professioneel
| Jaar        | Titel                     | Rol                                    | Producent                                                                                      |   |
| ----------- | ------------------------- | -------------------------------------- | ---------------------------------------------------------------------------------------------- | - |
| 2003        | Maria de Buenos Aires     | Maria                                  | Wiesbaden                                                                                      |   |
| 2004 - 2005 | Passion                   | Ensemble                               | Joop van den Ende Theaterproducties                                                            |   |
| 2005 - 2007 | Beauty and the Beast      | Ensemble / Understudy Belle en Babette | Joop van den Ende Theaterproducties                                                            |   |
| 2007        | Tarzan                    | Ensemble / Understudy Jane             | Joop van den Ende Theaterproducties                                                            |   |
| 2007 - 2009 | Evita                     | Eva Perón                              | Joop van den Ende Theaterproducties                                                            |   |
| 2009 - 2010 | Love Me Tender            | Natalie / Ed                           | Joop van den Ende Theaterproducties                                                            |   |
| 2010 - 2011 | Petticoat                 | Alternate Patricia (Pattie) Jagersma   | Joop van den Ende Theaterproducties                                                            |   |
| 2011        | Musical Maria             | Soliste                                | M-Lab                                                                                          |   |
| 2011 - 2012 | Miss Saigon               | Ellen                                  | Joop van den Ende Theaterproducties                                                            |   |
| 2012        | Musical Classics in Ahoy  | Soliste                                | Rocket                                                                                         |   |
| 2012 - 2013 | Dial M for Murder         | Sheila Wendice                         | Het Thriller Theater                                                                           |   |
| 2013 - 2014 | Vijftig tinten de parodie | Johanna                                | Luxor Theater i.s.m. Chasse Theater, Parkstad Limburg Theaters, GPAG en Senf Theaterproducties |   |
| 2014        | Putting it together       | Lynette                                | PIT Producties                                                                                 |   |
| 2016        | Nonsens                   | Zuster Amnesia                         | DommelGraaf & Cornelissen Entertainment                                                        |   |
| 2017        | Into the Woods            | Assepoester                            | PIT Producties                                                                                 |   |
| 2018        | The Full Monty            | Jeanette                               | De Graaf & Cornelissen Entertainment                                                           |   |
| 2018 - 2019 | Evita                     | Eva Perón                              | De Graaf & Cornelissen Entertainment                                                           |   |
| 2020        | Goodbye, Norma Jeane      | Marilyn Monroe                         | De Theater BV                                                                                  |   |
| 2021 - 2022 | Diana & Zonen             | Prinses Diana                          | MediaLane                                                                                      |   |
| 2022        | Blind Date                | Jenny                                  | De Theater BV                                                                                  |   |
| 2023 - 2024 | Mamma Mia!                | Donna Saenredam                        | De Graaf & Cornelissen Entertainment                                                           |   |
| 2025-heden  | "Doe Maar!                | Flora                                  | Medialane                                                                                      | - |

## Tv-series
| Productie  | Rol    | Producent en jaar     |
| ---------- | ------ | --------------------- |
| Nachtwacht | Helena | Ketnet - 2016 - Heden |

## Theater amateur/tijdens opleiding
| Productie           | Rol       | Producent en jaar |
| ------------------- | --------- | ----------------- |
| De Valkevallei      | Constance | -                 |
| Witches of Eastwick | Suki      | -                 |

## Prijzen en nominaties
- Nominatie John Kraaijkamp Musical Award, beste vrouwelijke hoofdrol, Evita 2008.
- Winnaar "Sentimento understudy award", Belle in Belle en het Beest, 2006.
- Nominatie John Kraaijkamp Musical Award, beste vrouwelijke hoofdrol, All Shook Up, 2010.[2]
- Winnaar "Musicalworld Award" beste vrouwelijke bijrol (Miss Saigon), 2012
- Winnaar John Kraaijkamp Musical Award, beste vrouwelijke bijrol in een kleine musical Putting it Together, 2015.
- Nominatie "Musical Award" beste vrouwelijke hoofdrol in een kleine musical (Nonsens), 2017
- Winnaar Conny Stuart Musical Award, beste vrouwelijke hoofdrol in een grote musical (Evita) , 2019.
- Winnaar Musical Award Beste Vrouwelijke Hoofdrol in een Kleine Musical (Blind Date), 2023.

## Overig
- Heitzer was te zien in de films Quato en De Valkenvallei;
- Heitzer werkte een tijd als telefonische hulplijn in Weekend Miljonairs;
- Samen met René van Kooten in 2012 de leadvocals ingezongen voor Rudolph's Muziekboek.
- In het najaar van 2024 vertolkte ze een hoofdrol in de bioscoopfilm Rokjesnacht.[3]